# 热核

一维热方程的基本解（红线）

热核（英語：heat kernel）在数学中是指热方程的基本解。其也是拉普拉斯算子谱分析中的重要工具之一。对于固定边界的区域，当边界温度给定、并于t = 0时在其中某一点放置一单位热能时，热核表示此后区域内温度的变化过程。
最常见的热核为d维欧几里得空间Rd上的热核。该热核为随时间变化的高斯函数，其表达式为
{\displaystyle K(t,x,y)={\frac {1}{(4\pi t)^{d/2}}}e^{-|x-y|^{2}/4t}\,}
该热核是热方程
{\displaystyle {\frac {\partial K}{\partial t}}(t,x,y)=\Delta _{x}K(t,x,y)\,}
的解，其中t > 0，x,y ∈ Rd，Δ则表示拉普拉斯算子。方程的初始条件为
{\displaystyle \lim _{t\to 0}K(t,x,y)=\delta (x-y)=\delta _{x}(y)}
其中δ表示狄拉克δ函数。对任一紧支撑的光滑函数φ，有
{\displaystyle \lim _{t\to 0}\int _{\mathbf {R} ^{d}}K(t,x,y)\phi (y)\,dy=\phi (x).}
对于Rd上的一般区域，热核并没有显式的表达式。当区域为圆盘或方形时，热核则分别为贝塞尔函数与雅可比Θ函数。可以证明，对任意黎曼流形，当边界条件充分正则时，热核存在且在t>0时光滑。